# The Everly Brothers
The Everly Brothers ime je  poznatog američkog rock, pop i country muškog dueta, koji je znatno utjecao na razvoj glazbe 20. stoljeća. Duet su osnovala braća Don Everly, rođen kao Isaac Donald Everly (Brownie, Kentucky), 1. veljače 1937.), i Phil Everly, rođen kao Phillip Everly, (Chicago, Illinois, 19. siječnja 1939.).
Braća Everly razvila su svoj poseban glazbeni stil, harmoničkog duo-pjevanja (s tercama) uz pratnju dviju akustičkih gitara. Oni su duet koji je najviše puta bio na vrhovima američkih glazbenih Top ljestvica. Njihovo zlatno razdoblje bilo je od 1957. do 1964. Svojim pjevačkim stilom neposredno su utjecali na sastave poput Beatlesa, Beach Boysa i Bee Geesa.

## Početci karijere, pedesete
Njihov otac, inače gitarist, Ike Everly, radio je emisije na lokalnim radiostanicama (KMA i KFNF) u gradu Shenandoah, u Iowi, tijekom četrdesetih godina, sa svojom ženom Margaret. U njih je uključio i svoja dva sina. Nastupajući s ocem, braća su se vrlo rano srela s glazbenom industrijom. Nastavili su nastupati s majkom i ocem, kao Everly Family, čitavo svoje djetinstvo do srednje škole. Svoj prvi singl snimili su 1956. godine pod nazivom "Keep A' Lovin' Me", koji nije bio uspješan. Međutim, njihov sljedeći singl, "Bye Bye Love", koji je nakon toga u snimilo preko 30 izvođača, uključujući i Elvis Presleyja), postala je veliki hit, popela se na drugo mjesto američkih top ljestvica, iza Presleyjeva "Let Me Be Your Teddy Bear". Ova pjesma, koju je skladao bračni par Felicea i Boudleaux Bryant, postala je prva ploča Everlyja prodana u više od milijun primjeraka. 
Braća su postala najbolje prodavan izvođač diskografske kuće 'Cadence Recordsa'. Nastavljajući raditi sa skladateljskim timom 'Bryant', ovaj harmonički duo, izdao je nekoliko uspješnica na američkom i britanskom tržištu poput: "Wake Up Little Susie", "All I Have to Do Is Dream", "Bird Dog", "Problems" (Pop #2) i "('Til) I Kissed You" (Pop #4).

## Šezdesete
Promijenili su diskografsku kuću u 'Warner Bros' i nastavili nizati hitove. Prvi u nizu hitova bio im je "Cathy's Clown" koji se odmah popeo na vrh top ljestvica. U njemu su se braća Don i Phil pojavili kao skladatelji.  Ova ploča prodana je u osam milijuna primjeraka i postala je njihova najbolje prodavana ploča. Slijedile su uspješnice poput: "So Sad (To Watch Good Love Go Bad)" (1960.) (Pop #7), "Walk Right Back" (1961.) (Pop #7), "Crying In The Rain" (1962.) (Pop #6), i "That's Old Fashioned" (1962.) (Pop #9). U međuvremenu i njihova stara diskografska kuća 'Cadence Records' nastavila je izdavati 'Everly Brotherse', pa su i s njima imali hitove kao što su: "When Will I Be Loved" (skladana od Phila Everlya) (Pop #8), i "Like Strangers"(Pop #40),  ali ubrzo po potpisivanju ugovora s 'Warner Brothers', Everlyji su se razišli s dotadašnjim menadžerom Wesleyjem Roseom, koji je otišao voditi glazbenu izdavačku kuću 'Acuff-Rose'. Ubrzo im je uskraćena suradnja sa skladateljima kuće 'Acuff-Rose', među kojima su bili i tvorci njihovih najvećih hitova, bračni par Felice i Boudleaux Bryant. Everlyji su probali s novim skladateljskim imenima pa i s vlastitim skladbama, ali njihov posljednji veliki uspjeh ostao je hit iz 1962. "That's Old Fashioned", nakon toga se više nisu uspjeli popeti na ljestvicu trideset najpopularnijih skladaba u Americi. Veće uspjehe imali su u Britaniji, Kanadi i Australiji.
U drugom dijelu šezdesetih njihova je zvijezda stala blijedjeti pred navalom grupa iz britanske invazije.

## Raspad Everly Brothersa
Godine 1970. Don Everly  izdao je svoj prvi album, koji nije izazavao nikakavo zanimanje publike. Nakon toga 1971. odlučili su da više neće nastupati zajedno, a  promijenili su i diskografsku kuću potpisavši za 'RCA Records'. Svoj oproštajni koncert, održali su 1973. u 'Knotts Berry Farm' u Kaliforniji, na kojem je Phil Everly razbio svoju gitaru i odjurio s pozornice i ostavio Dona da sam dovrši koncert. Kasnije je Don izjavio da su se Everlyji raspali već prije deset godina, a da su tenzije među njima rasle do usijanja. Braća sljedećih deset godina uopće nisu razgovarala, a susreli su samo jednom za pokopa svoga oca 1975. Oni istina nisu ni htjeli razgovarati o svom razlazu, kao ni jedan o drugom. Braća su 1983. obnovila svoju karijeru, albumom On the Wings of a Nightingale naslovnu pjesmu skladao je Paul McCartney, a producent je bio Dave Edmunds. Ovaj album ih je vratio na američke i britanske ljestvice uspjeha. Nakon toga slijedio je veliki povratnički koncert u Londonskom - Royal Albert Hallu 22. rujna 1983., koji je popraćen uspješnim uživo CD-om i istoimenim videouratkom.

## Ostavština
Još uvijek drže rekord kao najuspješniji glazbeni duet koji je imao 40 uspješnica.
- 1986. Everlyji su bili u grupi od prvih deset umjetnika uključenih u kuću slavnih Rock and Roll Hall of Fame. Za vrijeme ceremonije Neil Young rekao je da on misli da ne postoji nitko u svijetu pop-glazbe koji nije pokušao imitirati glazbeni pjevački stil braće Everly.
- 1997. dobili su Grammy za životno djelo.

## Diskografija

### Singl ploče
| Naziv pjesme                                          | Amerika (S.A.D.) | Australija | Kanada | Britanija | Godina | Kuća                 |    |
| ----------------------------------------------------- | ---------------- | ---------- | ------ | --------- | ------ | -------------------- | -- |
| Keep A-Lovin' Me                                      |                  |            |        |           | 1956.  | Columbia 4-21496     |    |
| Bye Bye Love (A-strana)                               | 2                | 14         | 2      | 6         | 1957.  | Cadence 1315         |    |
| I Wonder If I Care (B-strana)                         | 0                |            |        | 0         | 1957.  | Cadence 1315         |    |
| Wake Up Little Susie                                  | 1                | 3          | 1      | 2         | 1957.  | Cadence 1337         |    |
| This Little Girl Of Mine (A-strana)                   | 26               |            |        | 0         | 1958.  | Cadence 1342         |    |
| Should We Tell Him (B-strana)                         | 0                |            | 14     | 0         | 1958.  | Cadence 1342         |    |
| All I Have to Do Is Dream (A-strana)                  | 1                | 3          | 1      | 1         | 1958.  | Cadence 1348         |    |
| Claudette (B-strana)                                  | 30               |            | 26     | 1         | 1958   | Cadence 1348         |    |
| Bird Dog (A-strana)                                   | 1                | 1          | 1      | 2         | 1958.  | Cadence 1350         |    |
| Devoted to You (B-strana)                             | 10               | 25         | 1      | 999       | 1958.  | Cadence 1350         |    |
| Problems (A-strana)                                   | 2                | 12         | 5      | 6         | 1958   | Cadence 1355         |    |
| Love Of My Life (B-strana)                            | 40               |            | 5      | 999       | 1958   | Cadence 1355         |    |
| Rip It Up (izdano smo u Australiji)                   |                  | 57         |        |           | 1959.  | Cadence              |    |
| Take a Message To Mary (A-strana)                     | 16               | 2          | 8      | 20        | 1959.  | Cadence 1364         |    |
| Poor Jenny (B-strana)                                 | 22               | 22         | 8      | 14        | 1959.  | Cadence 1364         |    |
| ('Til) I Kissed You                                   | 4                | 2          | 3      | 2         | 1959.  | Cadence 1369         |    |
| Let It Be Me (A-strana)                               | 7                | 24         | 8      | 13        | 1960.  | Cadence 1376         |    |
| Since You Broke My Heart (B-strana)                   |                  |            |        | 4         | 1960.  | Cadence 1376         |    |
| Cathy's Clown (A-strana)                              | 1                | 3          | 2      | 1         | 1960.  | Warner Brothers 5151 |    |
| Always It's You (B-strana)                            | 56               |            |        |           | 1960.  | Warner Brothers 5151 |    |
| When Will I Be Loved (A-strana)                       | 8                | 3          | 16     | 4         | 1960.  | Cadence 1380         |    |
| Be Bop A Lula (B-strana)                              | 74               |            |        | 0         | 1960.  | Cadence 1380         |    |
| So Sad (A-strana)                                     | 7                | 19         | 18     | 4         | 1960.  | Warner Brothers 5163 |    |
| Lucille (pjesma Little Richarda) (B-strana)           | 21               | 19         | 18     | 4         | 1960.  | Warner Brothers 5163 |    |
| Like Strangers (A-strana)                             | 22               | 39         | 32     | 11        | 1960.  | Cadence 1388         |    |
| Brand New Heartache (B-strana)                        | 109              |            | 32     |           | 1960.  | Cadence 1388         |    |
| Walk Right Back (A-strana)                            | 7                | 8          | 3      | 1         | 1961.  | Warner Brothers 5199 |    |
| Ebony Eyes (pjesma John D. Loudermilka) (B-strana)    | 8                | 8          | 3      | 1         | 1961.  | Warner Brothers 5199 |    |
| Temptation (pjesma 1933) (A-strana)                   | 27               | 4          | 12     | 1         | 1961.  | Warner Brothers 5220 |    |
| Stick With Me, Baby (B-strana)                        | 41               |            | 12     |           | 1961.  | Warner Brothers 5220 |    |
| Don't Blame Me (A-strana)                             | 20               | 26         |        | 20        | 1961.  | Warner Brothers 5501 |    |
| Muskrat (B-strana)                                    | 82               | 26         |        | 20        | 1961.  | Warner Brothers 5501 |    |
| Crying In the Rain                                    | 6                | 7          | 25     | 6         | 1962.  | Warner Brothers 5250 |    |
| That's Old Fashioned (A-strana)                       | 9                | 8          | 18     | 999       | 1962.  | Warner Brothers 5273 |    |
| How Can I Meet Her (B-strana)                         | 75               | 8          | 18     | 12        | 1962.  | Warner Brothers 5273 |    |
| I'm Here To Get My Baby Out Of Jail                   | 76               | 94         |        |           | 1962.  | Cadence 1429         |    |
| Don't Ask Me To Be Friends (A-strana)                 | 48               | 59         |        |           | 1962.  | Warner Brothers 5297 |    |
| No One Can Make My Sunshine Smile (B-strana)          | 117              | 59         |        | 11        | 1962   | Warner Brothers 5297 |    |
| Nancy's Minuet (A-strana)                             | 107              |            |        |           | 1963.  | Warner Brothers 5346 | zz |
| (So It Was, So It Is) So It Always Will Be (B-strana) | 116              |            |        | 23        | 1963.  | Warner Brothers 5346 |    |
| It's Been Nice (Goodnight)                            | 101              | 98         |        | 26        | 1963.  | Warner Brothers 5362 |    |
| The Girl Sang the Blues (A-strana)                    |                  | 39         |        | 25        | 1963.  | Warner Brothers 5389 |    |
| Love Her (B-strana)                                   | 117              |            |        |           | 1963.  | Warner Brothers 5389 |    |
| Ain't That Lovin You, Baby                            | 133              |            |        |           | 1964.  | Warner Brothers 5422 |    |
| The Ferris Wheel                                      | 72               |            |        | 22        | 1964.  | Warner Brothers 5441 |    |
| You're The One I Love                                 |                  |            |        |           | 1964.  | Warner Brothers 5466 |    |
| Gone Gone Gone                                        | 31               | 30         | 19     | 36        | 1964.  | Warner Brothers 5478 |    |
| You're My Girl                                        | 110              |            |        |           | 1965.  | Warner Brothers 5600 |    |
| That'll Be the Day                                    | 111              |            | 45     | 30        | 1965.  | Warner Brothers 5611 |    |
| The Price of Love                                     | 104              |            |        | 2         | 1965.  | Warner Brothers 5628 |    |
| I'll Never Get Over You                               | 999              |            |        | 35        | 1965.  | Warner Brothers 5639 |    |
| Love Is Strange                                       | 128              |            |        | 11        | 1965.  | Warner Brothers 5649 |    |
| It's All Over                                         |                  |            |        |           | 1965.  | Warner Brothers 5682 |    |
| The Dollhouse Is Empty                                |                  |            |        |           | 1966.  | Warner Brothers 5689 |    |
| (You Got) The Power Of Love                           |                  |            |        |           | 1966.  | Warner Brothers 5808 |    |
| Somebody Help Me                                      |                  |            |        |           | 1966.  | Warner Brothers 5833 |    |
| Fifi The Flea                                         |                  |            |        |           | 1967.  | Warner Brothers 5857 |    |
| The Devil's Child                                     |                  |            |        |           | 1967.  | Warner Brothers 5901 |    |
| Bowling Green                                         | 40               |            | 1      | 999       | 1967.  | Warner Brothers 7020 |    |
| Mary Jane                                             |                  |            |        |           | 1967.  | Warner Brothers 7062 |    |
| Love Of The Common People                             | 114              | 70         | 4      |           | 1967.  | Warner Brothers 7088 |    |
| It's My Time                                          | 112              |            | 28     | 39        | 1968.  | Warner Brothers 7192 |    |
| Milk Train                                            |                  | 98         |        |           | 1968.  | Warner Brothers 7226 |    |
| T For Texas                                           |                  |            |        |           | 1969.  | Warner Brothers 7262 |    |
| I'm On My Way Home Again                              |                  |            |        |           | 1969.  | Warner Brothers 7290 |    |
| Carolina On My Mind                                   |                  |            |        |           | 1969.  | Warner Brothers 7326 |    |
| Yves                                                  |                  |            |        |           | 1970.  | Warner Brothers 7425 |    |
| Ridin' High                                           |                  |            |        |           | 1972   | RCA 74-0717          |    |
| Lay It Down                                           |                  |            |        |           | 1973.  | RCA 74-0849          |    |
| Not Fade Away                                         |                  |            |        |           | 1973.  | RCA 74-0901          |    |
| On The Wings Of A Nightingale                         | 50               | 78         |        | 41        | 1984.  | Mercury 880213       |    |
| The First In Line                                     |                  |            |        |           | 1985.  | Mercury 880423       |    |
| Born Yesterday                                        |                  |            |        |           | 1986.  | Mercury 884228       |    |
| I Know Love (A-strana)                                |                  |            |        |           | 1986.  | Mercury 884694       |    |
| These Shoes (B-strana)                                |                  |            |        |           | 1986.  | Mercury 884694       |    |
| Don't Worry Baby                                      |                  | 86         |        |           | 1988.  | Mercury 448297       |    |

## Vanjske poveznice
- Everly brothers na portalu guitar tabs  Arhivirana inačica izvorne stranice od 21. studenoga 2008. (Wayback Machine)
- Everlyji u sredini šesdesetih
- Country Music Hall of Fame and Museum